# شییووواتس (مالو تسرنیچه)
شییووواتس (به صربی: Šljivovac) یک منطقهٔ مسکونی در صربستان است که در مالو تسرنیچه واقع شده‌است. شییووواتس ۱۲۳ نفر جمعیت دارد.